# Salvadoraceae
Salvadoraceae Lindl., 1836 è una famiglia di angiosperme eudicotiledoni appartenenti all'ordine Brassicales. Sono diffuse in Africa e Asia meridionale.

## Descrizione
Le specie di questa famiglia hanno un portamento arbustivo o arboreo e foglie semplici, opposte; i fiori sono piccoli con ovario supero.

## Tassonomia
In questa famiglia sono riconosciuti tre generi:
- Azima Lam.
- Dobera Juss.
- Salvadora Garcin ex L.

Il sistema Cronquist classificava questa famiglia all'interno dell'ordine Celastrales.